# Liliom (1934)
Liliom ist ein französischer Fantasyfilm aus dem Jahre 1934, die erste Inszenierung Fritz Langs im Exil. In dieser Adaption des gleichnamigen Stücks von Ferenc Molnár spielen Charles Boyer (Titelrolle) und Madeleine Ozeray die Hauptrollen.

## Handlung
Liliom arbeitet als Ausrufer eines Rummelplatzkarussells. Er ist ein ebenso charmanter wie fauler Nichtsnutz und ein veritables Raubein. In erster Linie möchte er das Leben in vollen Zügen genießen und den hübschen Mädchen, die von seinem ruppigen Ganzer-Kerl-Charme höchst angetan sind, hinterhersteigen. Bei seinen Kollegen wie dem Publikum ist er trotz seines dürftig entwickelten Charakters dennoch sehr beliebt. Eines Tages lernt Liliom das Dienstmädchen Julie kennen und gibt ihretwegen seinen Beruf, der seine Existenz bedeutet, auf. Auch Julie gibt etwas auf, in dem sie eine gute Partie ausschlägt – alles, nur um mit Liliom zusammen zu sein. Während sie weiterhin in einem Fotogeschäft arbeitet und in ihrer Liebe zu ihm erblüht, ändert er sich nicht. Liliom lebt auch weiterhin in den Tag hinein, säuft, ist streitsüchtig und stinkfaul.
Seine eifersüchtige Chefin, die Karussellbetreiberin Madame Moscat, hat schon früh die Nase voll von Lilioms Benehmen und seiner Unzuverlässigkeit und wirft ihn hochkant raus. Ohne Arbeit und Unterkunft, muss das junge Paar zunächst bei Julies Tante unterkommen. Eines Tages teilt ihm Julie mit, dass sie von ihm schwanger sei. Liliom benötigt jetzt unbedingt Geld, um sich und die kleine Familie durchzubringen. Zwar bietet ihm Madame Moscat an, zu ihr zurückzukommen und will sogar sein Salär erhöhen, doch er schlägt dieses Angebot aus. Stattdessen gerät er in die Fänge seines Ganoven-Kumpels Alfred und dadurch auch rasch auf die schiefe Bahn. Liliom lässt sich dazu überreden, an einem Raubüberfall mit anschließendem Mordanschlag teilzunehmen. Der Mordversuch misslingt, und während die anderen daran beteiligten Spitzbuben die Beine in die Hand nehmen, ersticht sich Liliom – nur um der Polizei zu entkommen und der werdenden Mutter die Schmach zu ersparen, dass er, das zukünftige Familienoberhaupt, als Schwerverbrecher im Kerker landet.
Im Himmel muss sich der ewige Tunichtgut nun vor einem Engelstribunal verantworten. Das Urteil ist hart: 16 Jahre Fegefeuer warten auf ihn. Liliom ist zwar tot, aber im Prater erzählt man sich, dass er eines Tages, wenn seine Tochter bereits erwachsen ist, wieder auf die Erde zurückkehren wird. Als er tatsächlich vor ihr erscheint, ist seine Tochter entsetzt, als sie von ihm höchstpersönlich erfährt, was für ein übler Kerl ihr Erzeuger gewesen sein muss. Liliom ist, wie einst bei seiner Freundin Julie, noch immer nicht imstande, seiner eigenen Tochter wahre und aufrichtige Gefühle entgegenzubringen und schlägt, als er nicht mehr weiter weiß, seinem eigen Fleisch und Blut frustriert auf die Hand. Wieder muss er sich vor den himmlischen Richtern verantworten, und der Teufel beginnt bereits freudig erregt seinen Namen in das Buch der ewigen Verdammnis zu schreiben. Doch plötzlich weist die himmlische Schreiberin auf ein Geschehen zwischen Julie und ihrer Tochter hin. Diese erzählt ihrer Mutter, dass sich der Schlag wie ein zärtlicher Kuss angefühlt hat. Als ein Zeichen dafür, dass Liliom nur auf diese ruppige Art seine Liebe zeigen kann, verschwindet sein Name von der Tafel des Teufels.

## Produktionsnotizen
Die Dreharbeiten zu Liliom begannen im November 1933 und endeten Anfang 1934. Die Uraufführung fand am 15. Mai 1934 in Paris statt. In Österreich wurde der Film von der Fox am 15. März 1935 in der französischen Fassung mit deutschen Untertiteln herausgebracht. Die deutsche Erstausstrahlung fand (erst) am 17. März 1973 im Fernsehen des NDR statt.
Liliom war der erste Fritz-Lang-Film im Exil und zugleich seine einzige französische Inszenierung. Der gebürtige Wiener hatte im Sommer 1933 Deutschland endgültig den Rücken gekehrt und sich, wie viele spätere Hollywood-Residenten, zunächst in Paris niedergelassen. Liliom brachte ihn erneut mit Erich Pommer zusammen, mit dem er bereits in den 1920er Jahren die Meisterwerke Die Nibelungen und Metropolis geschaffen hatte. Als Drehbuchautor konnte der gleichfalls hoch angesehene Exilant Robert Liebmann gewonnen werden.
René Hubert schuf die Kostüme, André Daven, René Renoux und Paul Colin waren an der Erstellung der Bauten beteiligt.

## Kritiken
Fritz Langs Auslandsdebüt wurde überwiegend nur kurz besprochen. Hier eine kleine Kritikauswahl:
Die Österreichische Film-Zeitung warb in einem Vorankündiger ihrer Ausgabe vom 15. März 1935 auf Seite 4: „Eine Inszenierung Fritz Langs voll Leben und treffender Filmeinfälle. Eine bunte Folge wirklichkeitsnaher Szenen. Köstliche, aus dem Leben gegriffene Typen.“
Im Lexikon des Internationalen Films ist zu lesen: „Eine elegant und unterhaltsam inszenierte Tragikomödie nach dem Bühnenstück von Franz Molnar; ein unbeschwertes Gegenstück zu Langs düster-romantischem „Der müde Tod“, mit Antonin Artaud in der Rolle von Lilioms Schutzengel.“
In der Ausgabe vom 18. März 1935 resümierte der Kritiker H. T. S. in der New York Times: „Durch die kluge Nutzung der Macht der Illusion, die dem Film anhaftet, hat der Regisseur die Handlung sehr interessant gestaltet, vor allem in den Szenen, die Lilioms Flug in den Himmel und seine Befragung durch den himmlischen Polizeichef zeigen, der genauso wie der ist, den er so gut auf Erden kannte.“
Jeffrey M. Anderson schreibt: „Trotz seiner eigentümlichen und leicht verstörenden Schlussmomente ist Liliom eine hübsche Zugabe zu Langs Filmografie. Es zeigt einen weniger harten, weniger paranoiden Filmemacher, der lachen und lieben kann. Der Moment, in dem das Mädchen sich von ihrem sterbenden Ehemann verabschiedet, ist wohl die berührendste Szene, die ich in Langs Œuvre gesehen habe.“
Georges Sadoul sah in Liliom „einen Film, der nicht zu den großen Werken von Lang gehört.“